# Тритон-НН
«Трито́н-НН» — погружающийся катер-носитель водолазов проекта 21310. Является синтезом скоростного катера с подводным аппаратом. Головным разработчиком является ЦКБ «Лазурит».
По информации А. Ю. Беркова, являвшегося наблюдающим в ходе опытно-конструкторских работ, катер способен двигаться как в надводном положении, глиссируя по поверхности воды, так и под водой. Основная схема использования — «берег — берег». По его утверждению, в этом проекте впервые реализована давно вынашивавшаяся идея комплексированного РЭВ ПСД (радиоэлектронного вооружения подводного средства движения), содержащего средства навигации и гидроакустики НГАК (научный гидро-акустический комплекс) «Море-НН», «Кубист-96» и «Щавельник». В НГАК входят современные средства навигации — космическая навигационная система, бесплатформенная инерциальная система, бортовая вычислительная система, доплеровский гидроакустический лаг и цифровая карта..
В погружающемся катере, кроме нового перспективного оборудования, разработаны и использованы оригинальные компоновка и транспортное и спуско-подъёмное устройство, позволяющее работать с необорудованного берега.
По информации шведского эксперта Йоахима фон Брауна, в надводном положении предусмотрены два режима — скоростной до 30-40 узлов, при котором катер сильно выступает над водой, и полупогружённый скрытный. У катера высокая манёвреность благодаря выдвигающимся носовым и кормовым электрическим двигателям, теоретически он способен разворачиваться на месте.
Разработка была начата в 1988 году, но после распада СССР проект был заморожен. В 2000 году финансирование оборонных проектов было возобновлено. 
В двухтысячных по этому проекту проводились опытно-конструкторские работы.
В декабре 2008 года были проведены государственные испытания опытного образца.
На катере установлена гидроакустическая станция «Припять-ДМ», предназначенная для решения в подводном положении следующих задач:
обнаружение навигационных препятствий и малоразмерных подводных объектов по курсу движения носителя. Его ТТХ:
- дальность действия — 250 м
- сектор одновременного обзора — 40 град. x 10 град.
- измерение глубины под килем — до 300 м
- обеспечение выхода носителя на гидроакустический маяк-ответчик типа МГВ-3М с дистанцией — до 2 км
- обеспечение привода водолазов на носитель с дистанции — до 2 км
- масса станции — не более 43 кг
- масса станции — не более 43 кгможет эксплуатироваться в воде с рабочей глубиной погружения — до 50 м

ГАС «Припять-ДМ» разработана применительно к размещению на изделии «Тритон-НН», однако станцию можно размещать на других обитаемых подводных аппаратах «мокрого» и «сухого» типов.